# Wiebke Offer
Wiebke Offer (* 18. April 1992 in Neubrandenburg) ist eine deutsche Volleyballspielerin.

## Karriere
Offer begann ihre Karriere in ihrer Heimatstadt beim SC Neubrandenburg. Anschließend setzte sich ihre Ausbildung am Sportgymnasium in Schwerin fort und spielte bis 2011 beim 1. VC Parchim, der eng mit dem Bundesligisten Schweriner SC kooperiert. Sie wurde 2009 deutsche U20-Meisterin und kam in der Junioren-Nationalmannschaft zum Einsatz. Im Sommer 2011 verpflichtete der Schweriner SC die Mittelblockerin gemeinsam mit ihren Mitschülerinnen Joana Gallas und Tanja Joachim für die erste Mannschaft. 2012 und 2013 wurde Offer mit Schwerin Deutscher Meister. Nach der Saison 2012/13 entschied sie sich den Verein zugunsten eines Studiums zu verlassen.